# Kuraoli
Kuraoli là một thị xã và là một nagar panchayat của quận Mainpuri thuộc bang Uttar Pradesh, Ấn Độ.

## Nhân khẩu
Theo điều tra dân số năm 2001 của Ấn Độ, Kuraoli có dân số 20.680 người. Phái nam chiếm 53% tổng số dân và phái nữ chiếm 47%. Kuraoli có tỷ lệ 56% biết đọc biết viết, thấp hơn tỷ lệ trung bình toàn quốc là 59,5%: tỷ lệ cho phái nam là 65%, và tỷ lệ cho phái nữ là 47%. Tại Kuraoli, 17% dân số nhỏ hơn 6 tuổi.